# تاکدا نوبوشیگه
تاکدا نوبوشیگه (به ژاپنی: 武田 信繁 Takeda Nobushige)؛ (۱۵۲۵ – ۱۵۶۱) یک سامورایی در دوره سنگوکو و برادر و همچنین یکی از ۲۴ ژنرال تاکدا شینگن بود. وی در چهارمین نبرد کاواناکاجیما (۱۰ سپتامبر ۱۵۶۱) کشته شد.